# La Table
La Table – miejscowość i gmina we Francji, w regionie Owernia-Rodan-Alpy, w departamencie Sabaudia.
Według danych na rok 1990 gminę zamieszkiwało 211 osób, a gęstość zaludnienia wynosiła 14 osób/km² (wśród 2880 gmin regionu Rodan-Alpy La Table plasuje się na 1416. miejscu pod względem liczby ludności, natomiast pod względem powierzchni na miejscu 767.).